# 分子筛

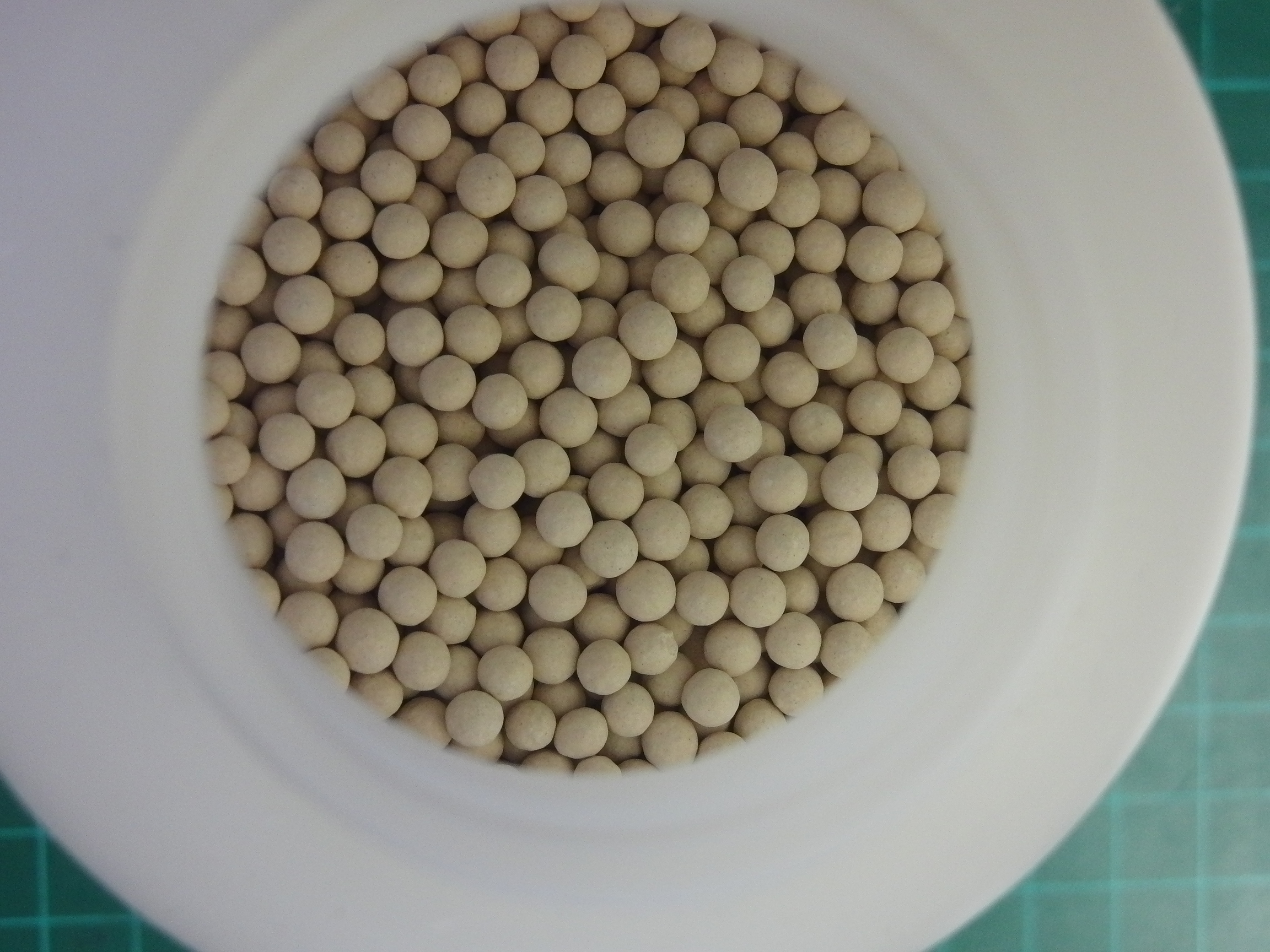
4А 分子篩

分子筛是一种包含有精确和单一的微小孔洞的材料，可用于吸附气体或液体。
足够小的分子可以通过孔道被吸附，而更大的分子则不能。与一个普通筛子不同的是它在分子水平上进行操作。例如，一个水分子小到可以通过但比它大一点的分子就不行。因此，分子筛常用用来作干燥剂。一个分子筛能吸附高达其自身重量22%的水分。
通常分子筛由铝矽酸盐矿组成，也有合成的混合物或化合物。这些化合物具有开放结构使得小分子能够扩散，如：粘土，多孔玻璃，微孔木炭，活性炭等。
分子筛常被应用到石油工业，特别是用来纯化气体。例如可用硅胶吸附天然气中的汞对铝制管道和其他液化设备的腐蚀。
分子筛的再生方法包括在氧气浓缩器中变换压力，当用于乙醇脱水时也可用载气加热和清洗。

## 分子筛的分类

### A型分子筛
A 型分子筛是由LTA 型的骨架结构组成的，3A型分子筛的主晶孔是八元环结构。

### 3A分子筛
化学公式：⅔ K2O×⅓ Na2O×Al2O3×2 SiO2×4.5 H2O
3A分子筛是由硅氧和铝氧四面体组成的合成沸石，其主晶孔为八元环结构.
3A分子筛的有效孔径为3Å。主要应用于建筑玻璃，气体提纯和石油裂解气。

#### 应用领域
3A分子筛是最具选择性的分子筛类型。主要应用包括：
- 石油裂解气、不饱和烃类物料(如：乙烯、丙烯、丁二烯、乙炔等)的干燥，天然气的脱水和防止 COS（羰基硫） 的生成。

- 甲醇、乙醇的提纯与干燥。

- 二氧化碳 CO2 气体的干燥。

### 4A分子筛
化学公式： Na2O×Al2O3×2 SiO2×4.5 H2O
4A型分子筛是一种钠型的硅铝酸盐，主晶孔孔径为 4Å(1Å=10-10m)。

#### 应用领域
- 用于气体和液体的深度脱水

- 药品包装、易变质化学品和电子元件的静态干燥。

- 提纯氩气

- 使油漆，染料，涂料工业保持脱水状态。

### 5A分子筛
化学公式：¾CaO× ¼Na2O×Al2O3×2 SiO2×4.5 H2O
5A分子筛是一种筛钙钠型的硅铝酸盐，其孔径为5Å。

#### 应用领域
- 从H2O,CO2，乙炔等空气纯化系统中脱除杂质

- 分离正、异构烷烃

- 净化、干燥空气，氧气，氢气，氮气以及其他混合气体。

- 分离净化惰性气体。

- 干燥石油天然气，氨分解气和其他工业气体。

## X型分子筛
X 型分子筛由 FAU 型的骨架结构组成，主晶孔为十二元环结构。

### 13X分子筛
化学公式：Na2O·Al2O3·（2.8±0.2）SiO2·（6-7）H2O
13X分子筛，又称钠X型分子筛，其孔径为9Å（0.9nm）

#### 应用领域
- 氨合成气的干燥及净化。

- 气雾剂推进剂的脱硫除臭。

- 裂解气脱 CO2。

### 10X分子筛
化学公式：4/5CaO·1/5Na2O·Al2O3·（2.8±0.2) SiO2·（6-7)H2O
10X型分子筛是一种钙钠型的硅铝酸盐，晶体的孔径为 8Å（0.8nm）。

#### 应用领域
- 芳烃及氮化物、硫化物的脱除,一般在石蜡精制过程中使用。

- 深度脱除痕迹量的氮氧化物和轻质烃类，用于空气净化系统。